# Jarosław Staniek
Jarosław Staniek (ur. 1965 w Sandomierzu) – polski tancerz, b-boy i choreograf, a także reżyser i scenarzysta. Wielokrotny Mistrz Polski breakdance. W latach 1991–1997 był kierownikiem grupy baletowej w warszawskim Teatrze Syrena. Związany m.in. z Teatrem Rozrywki w Chorzowie i Teatrem Muzycznym w Gdyni im. Danuty Baduszkowej. Autor choreografii do polskich adaptacji musicali "Grease", "West Side Story", "Jesus Christ Superstar", "Sweeney Todd: Demoniczny golibroda z Fleet Street" oraz "Chicago". W 2005 roku zrealizował pierwszy w Polsce musical hip-hopowy "12 ławek". Był choreografem na planie filmu tanecznego "Kochaj i tańcz" (2009). W obrazie wystąpił także w niewielkiej, epizodycznej roli.

## Nagrody i wyróżnienia
- 1993 Nagroda Wojewody Gdańskiego za choreografię do "West Side Story" w Teatrze Muzycznym im. Danuty Baduszkowej w Gdyni[5]
- 2002 Nagroda Artystyczna Prezydenta Miasta Gdyni za choreografię do spektaklu "Sen nocy letniej" w Teatrze Muzycznym im. Danuty Baduszkowej w Gdyni[5]
- 2003 Złota Maska - w kategorii "najlepszy balet-choreografia" za choreografie w przedstawieniu "Footloose, wrzuć luz" w Gliwickim Teatrze Muzycznym[5]
- 2004 Nagroda Teatralna Marszałka woj. Pomorskiego z okazji Międzynarodowego Dnia Teatru za reżyserię i choreografię spektaklu "Opentaniec" w Teatrze Muzycznym im. Danuty Baduszkowej w Gdyni[5]
- 2006 Nagroda Teatralna Prezydenta Miasta Gdyni za reżyserię autorskiego spektaklu "12 ławek" w Teatrze Muzycznym im. Danuty Baduszkowej w Gdyni
- 2011 Podlaska Marka Roku za rok 2010 w kategorii "Podlaskie Przedsięwzięcie Roku" dla spektaklu "Metropolish"[5]

## Filmografia
- "Blokersi" (2001, film dokumentalny, reżyseria: Sylwester Latkowski)[6]